# عدنان صابونی
عدنان صابونی (انگلیسی: Adnan Sabouni; ۱۳ نوامبر ۱۹۷۱ – ۲۷ فوریهٔ ۲۰۱۵) بازیکن فوتبال اهل سوریه بود.
وی همچنین در تیم‌های ملی فوتبال سوریه و زیر ۲۰ سال سوریه بازی کرده‌است.